# Саутенд Юнайтед
«Сауте́нд Юна́йтед» (полное название — Футбольный клуб «Саутенд Юнайтед»; англ. Southend United Football Club, английское произношение: [saʊθˌɛnd ju:ˈnaɪtɪd 'futbɔ:l klʌb]) — английский профессиональный футбольный клуб из города Саутенд-он-Си, графство Эссекс, Восточная Англия.
С 1955 года свои домашние матчи команда проводит на стадионе «Рутс Холл», вмещающем более 12 тысяч зрителей.
В настоящее время выступает в Национальной лиге, пятом по значимости дивизионе в Системе футбольных лиг Англии.

## История
Клуб был образован в 1906 году. Выступал в Южной лиге до 1920 года. Впоследствии вступил в Третий дивизион Футбольной лиги.
Наивысшие достижения клуба приходятся на период сезонов с 2004/2005 по 2006/2007. В сезоне 2004/2005 команда победила в плей-офф Лиги 2, обыграв в полуфинале по сумме двух матчей «Нортгемптон Таун» (0:0, 1:0) и в финале в экстра-тайме забив 2 мяча в ворота «Линкольн Сити».
В сезоне 2005/2006 команда долгое время шла с большим отрывом от «Колчестер Юнайтед» на 1 месте, но к концу сезона растеряла добытое преимущество. Воспользовавшись ничьей соперника в последнем туре, выиграла свой матч и стала чемпионом Лиги 1. Лучшим бомбардиром команды стал Фредди Иствуд, который после нескольких сезонов в «Ковентри Сити» и «Вулверхэмптон Уондерерс» вернулся в роднoй клуб, где и выступал до мая 2014 года.
Несмотря на итоговый вылет из Чемпионшипа в сезоне 2006/2007, команда запомнилась успешной игрой в кубковых турнирах, где благодаря голу того же Фредди Иствуда со штрафного, в Кубке Футбольной лиги отметилась победой над «Манчестер Юнайтед» со счётом 1:0.

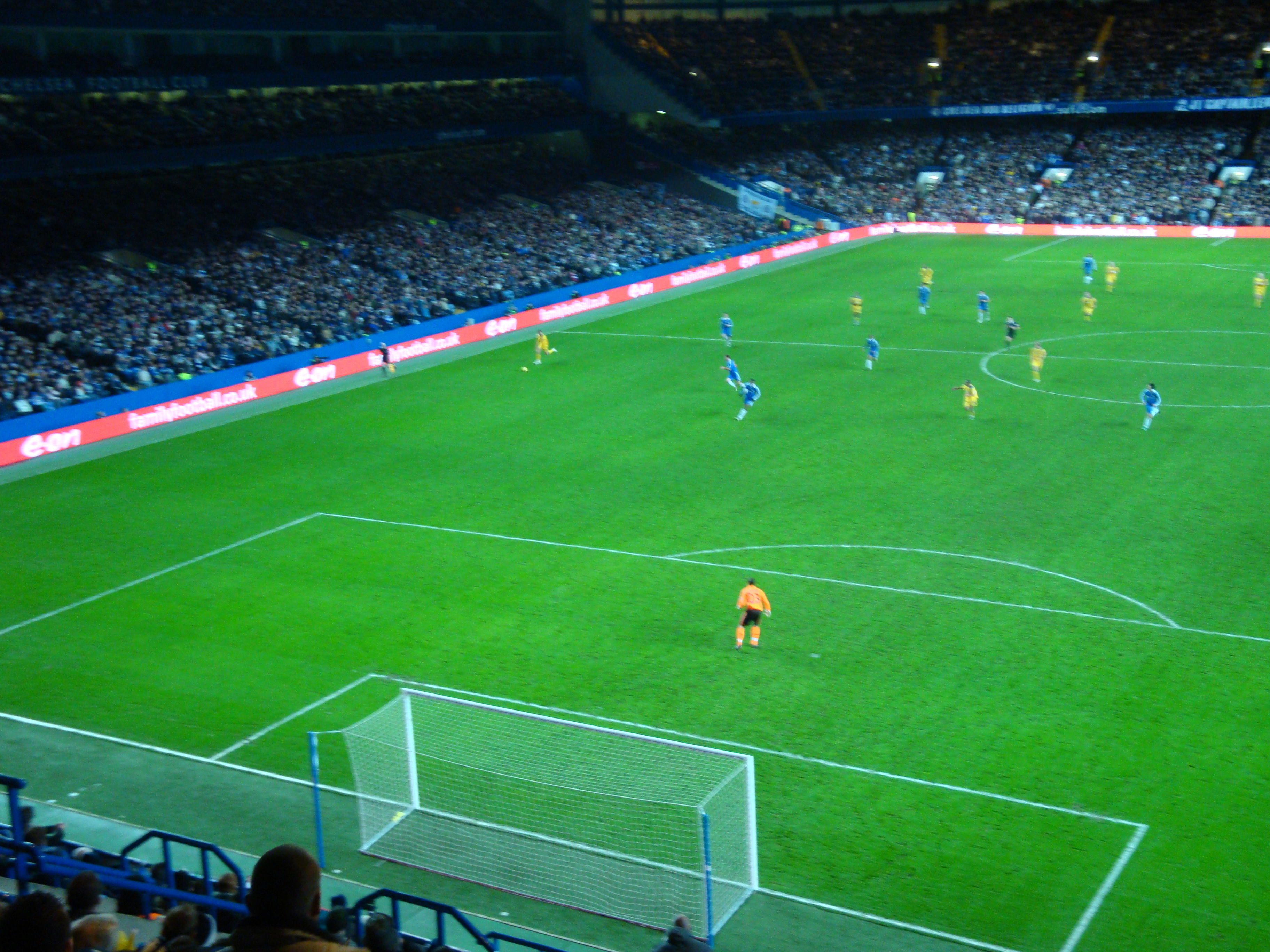
«Челси» — «Саутенд»

Также в Кубке Англии 3 января 2009 года на «Стэмфорд Бридж» команда сыграла вничью с лондонским «Челси» (1:1), который лишь в переигровке сломил сопротивление неуступчивого соперника со счётом 4:1.
В сезоне 2014/2015 команда длительное время находилась в зоне плей-офф, успешно проведя концовку сезона, обыграв таких конкурентов за повышение, как «Бери» и «Лутон Таун» (причём во втором матче победа была достигнута в меньшинстве). К последнему туру команда расположилась в тройке призёров, но «Саутенд» проиграл в последнем туре «Моркаму» со счётом 1:3, а «Бери» в своем матче сломил сопротивление уже немотивированного и вылетевшего из лиги к тому моменту «Транмир Роверс». Кроме того, по лучшей разнице мячей "«Саутенд» опередил и «Уиком». В плей-офф «Саутенду» сначала противостоял «Стивенидж». Уступая в обеих встречах, «Саутенд» смог обе свести вничью в основное время, в экстратайме во второй игре забил 2 мяча (итог — 4:2 по сумме двух встреч). В финале предстояло встретиться с «Уиком Уондерерс», которого «Саутенд» в сезоне не обыгрывал (1 разгромное поражение 1:4 в гостях и упущенная на последних минутах победа дома — ничья 2:2). В середине первого тайма судья не засчитал по голу каждой из команд, и основное время окончилось со счётом 0:0. В первом тайме дополнительного времени «Уиком» за счет гола со штрафного повел в счёте, однако на последних секундах 2 экстратайма вышедший на замену Пиггот пробил мимо 4 стоявших на пути мяча защитников и вратаря, сравняв счет — 1:1. В серии пенальти решающий сейв сделал голкипер Дени Бентли, что помогло «Саутенду» победить и пойти на повышение.
Лучшим бомбардиром команды сезонов 2011/12, 2012/13, 2014/15 становился Барри Корр, в 2013/2014 — Бритт Ассомбалонга. Игроки победителя Чемпионшипа 2014/15 и клуба Премьер-лиги «Борнмута», Саймон Френсис и Дэрил Флахаван провели несколько сезонов в клубе «Саутенд Юнайтед». Последний несколько раз признавался лучшим игроком команды, входил в состав «команды года» и признавался лучшим игроком сезона.
В сезоне 2016/17 годов команда с 15 октября по 7 января выдала беспроигрышную серию из 13 матчей (7 побед, 6 ничьих), которая прервалась домашним поражением от лидировавшего в лиге к тому моменту «Шеффилд Юнайтед».
Легендой клуба и наиболее яркой звездой за последние 30 лет считается Фреди Иствуд, забивший за команду 77 мячей.

## Противостояния
Матчи между «Саутенд Юнайтед» и «Колчестер Юнайтед» известны как Эссекское дерби.

## Стадион
«Рутс Холл» — самый большой стадион Эссекса, где проводятся матчи Суперкубка графства и домашние матчи «Саутенда». Планируется постройка новой арены вместимостью 22 000 болельщиков.

## Достижения
- Первая лига / Третий дивизион (Третий уровень английской футбольной пирамиды)
  - Победитель: 2005/06
  - Второе место: 1990/91
- Вторая лига / Четвёртый дивизион (Четвертый уровень)
  - Победитель: 1980/81
  - Второе место: 1971/72, 1977/78
  - Победитель плей-офф: 2004/05, 2014/15
- Трофей Футбольной лиги
  - Финалист: 2003/04, 2004/05, 2012/13
- Южная лига Второй дивизион
  - Победитель: 1906/07, 1907/08
  - Второе место: 1912/13
- Профессиональный Кубок Эссекса
  - Победитель: 1950, 1953, 1954, 1955, 1957, 1962, 1965, 1967, 1972, 1973
- Кубок Эссекса
  - Победитель: 1983, 1991, 1997, 2008